# Huragan Gert (1993)
Huragan Gert – ósmy nazwany sztorm tropikalny i trzeci huragan w sezonie huraganowym na Atlantyku w 1993 roku. Jego maksymalna prędkość wiatru wyniosła 100 mph (165 km/h)
Huragan nawiedził sześć krajów położone nad Atlantykiem oraz Morzem Karaibskim.
W wyniku przejścia huraganu najbardziej ucierpiał Meksyk, gdzie zginęło 45 osób. Huraganowi towarzyszyły obfite opady deszczu. W przeciągu 24 godzin, w zależności od regionu spadło 188–798 mm deszczu. Huragan zniszczył tysiące budynków. W samym Meksyku, huragan spowodował straty o wartości 156 milionów dolarów.
Był to drugi sztorm tropikalny, który nawiedził Nikaraguę w przeciągu miesiąca. W sierpniu, w wyniku przejścia cyklonu Bret w Nikaragui zginęło 10 osób.

## Ofiary huraganu
| Kraj      | Ofiary śmiertelne |
| --------- | ----------------- |
| Meksyk    | 45                |
| Nikaragua | 37                |
| Honduras  | 27                |
| Salwador  | 5                 |
| Gwatemala | 1                 |
| Kostaryka | 1                 |
| Razem     | 116               |